# Les Pommes
Les Pommes est un tableau réalisé par le peintre français Henri Matisse en 1916 à Issy-les-Moulineaux. Cette huile sur toile est une nature morte de format vertical qui représente quatorze pommes dans un compotier vu en plongée, le fond de la composition, plus abstrait, étant rendu en noir, ocre et jaune. Passée par la galerie Bernheim-Jeune, à Paris, l'œuvre est conservée à l'Art Institute of Chicago, à Chicago, aux États-Unis, à la suite d'un don de Florene May Schoenborn et Samuel Abraham Marx le 29 décembre 1948. Une peinture similaire intitulée Les Pommes sur la table, sur fond vert se trouve au Chrysler Museum of Art, à Norfolk, en Virginie.